# Radvanice (Ostrava)
Radvanice jsou historická obec ležící na území statutárního města Ostravy. V současnosti tvoří místní část městského obvodu Radvanice a Bartovice.

## Historie

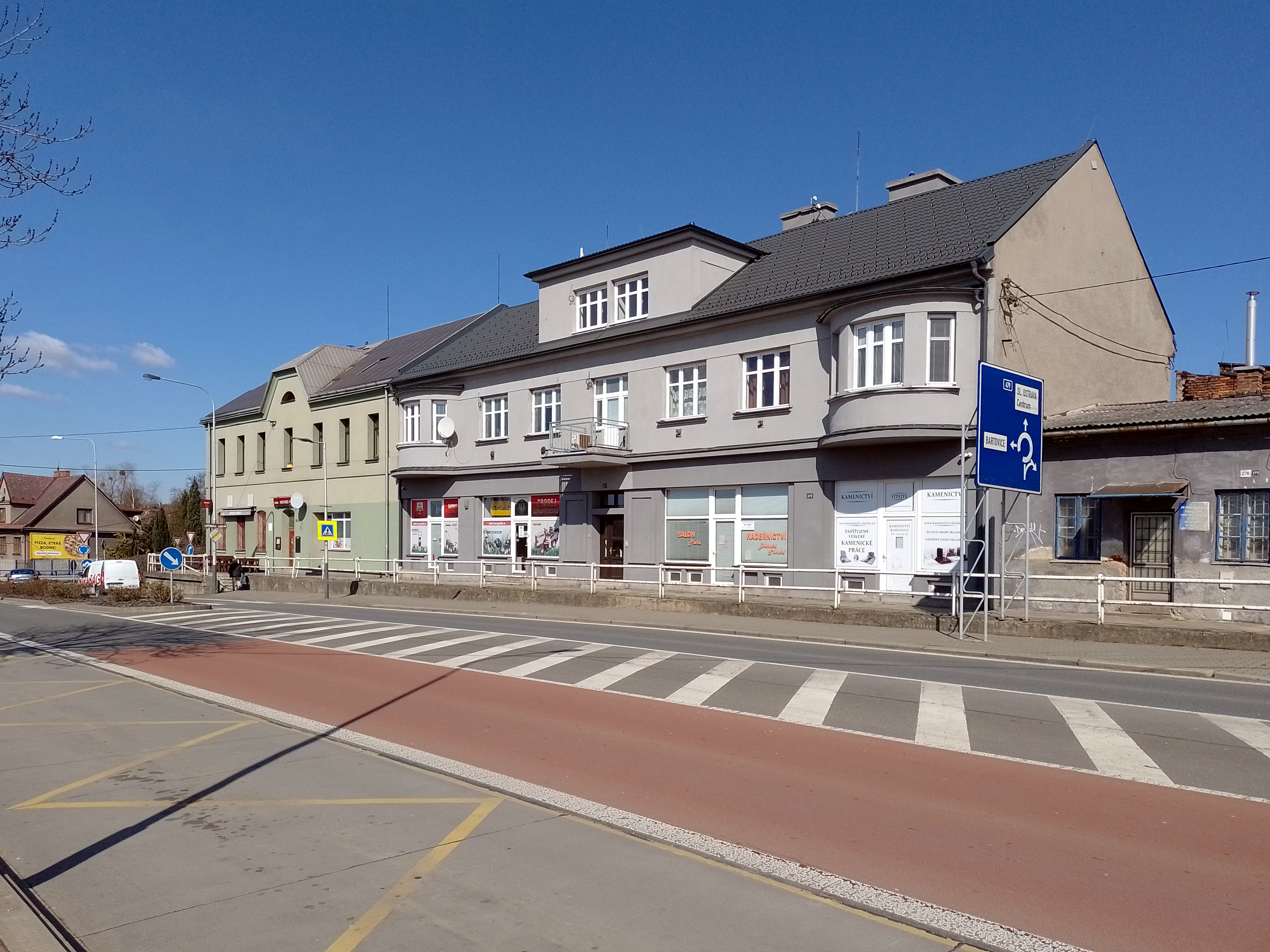
Těšínská ulice

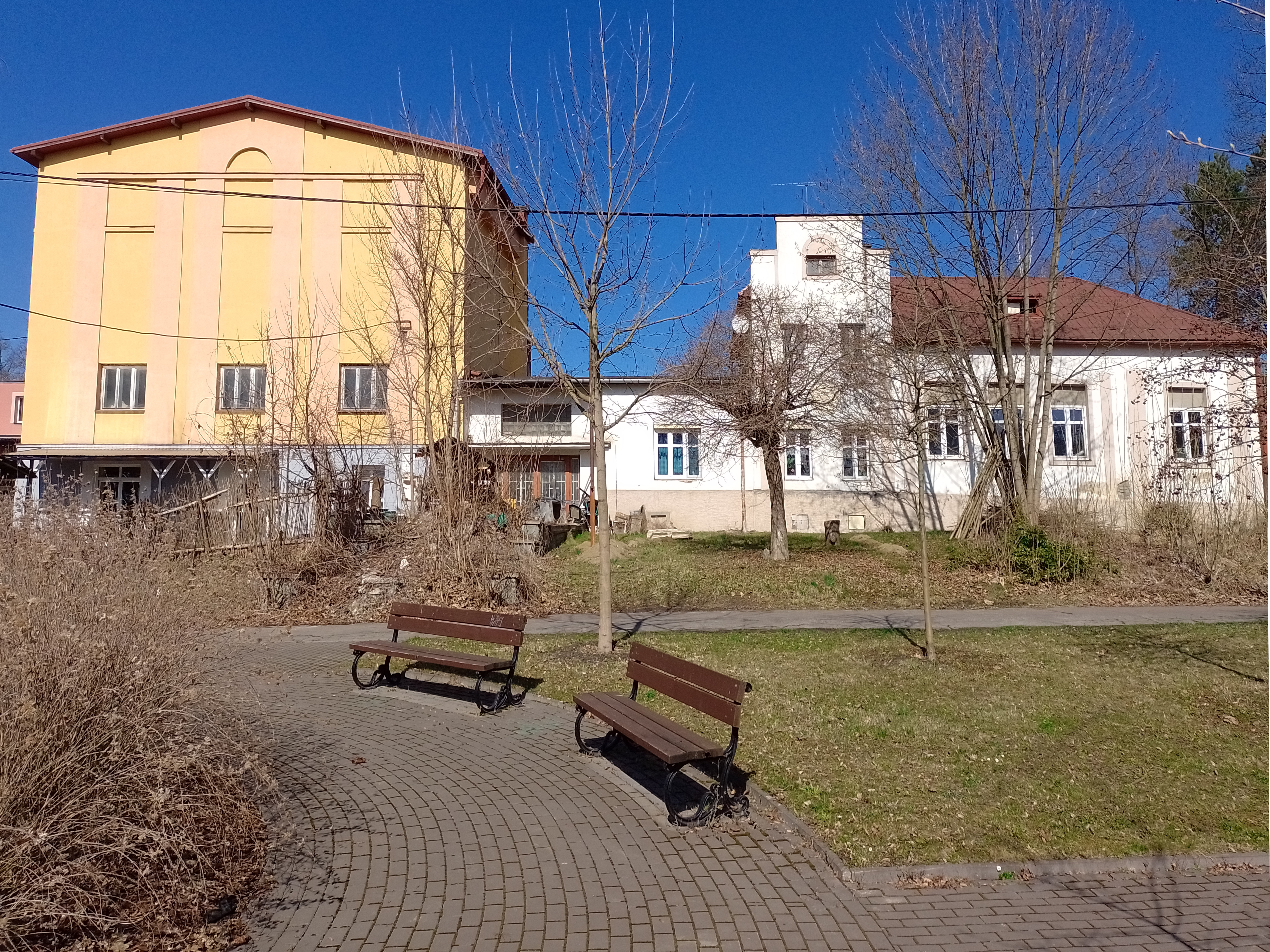
Bývalý spiritistický společenský dům

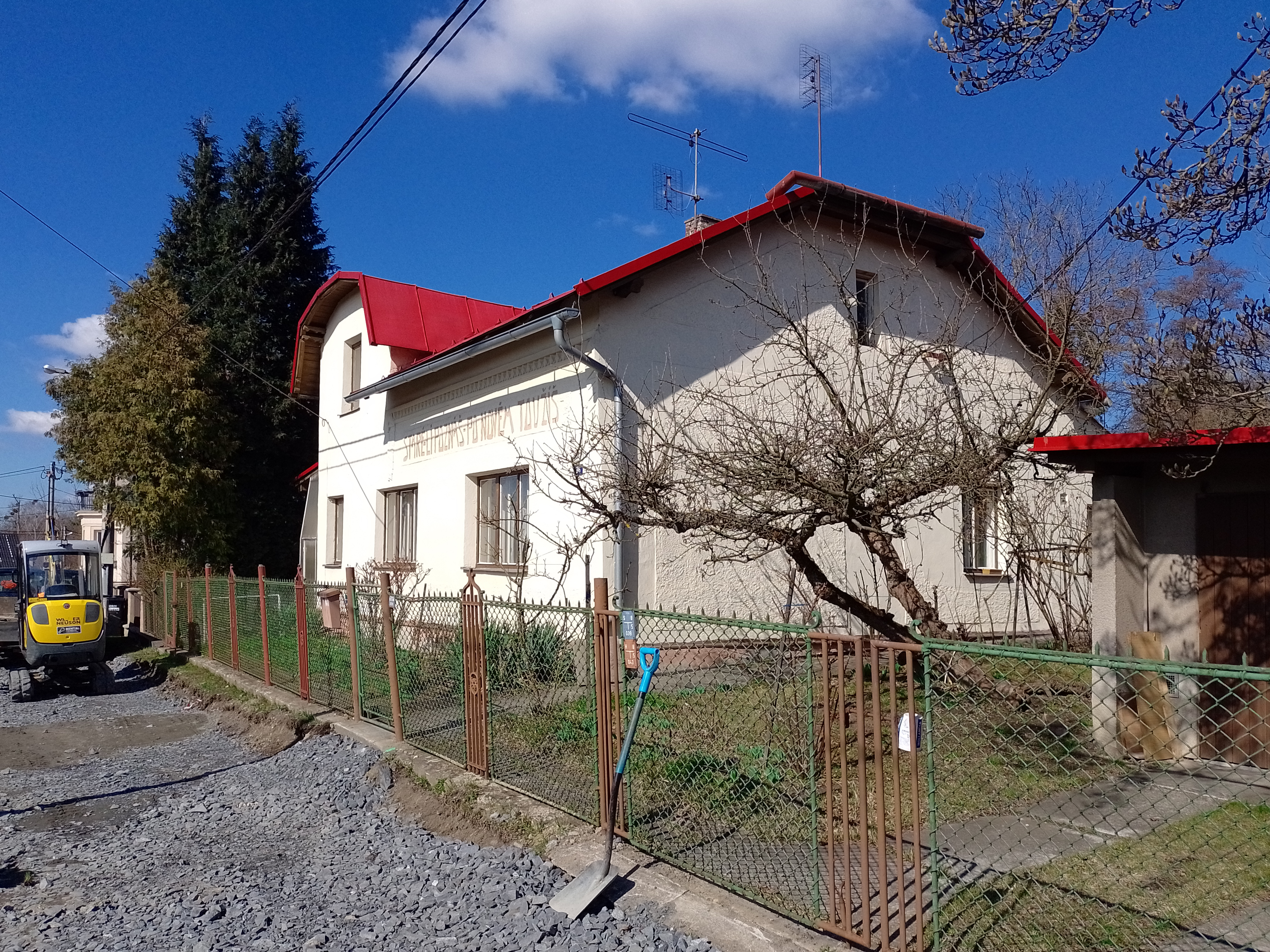
Bývalé sídlo spiritistického spolku Bratrství

První písemná zmínka o Radvanicích je v soupise desátků vratislavského biskupství z roku 1305 (Radvanowitz). Radvanice byly až do poloviny 17. století součástí polskoostravského panství. Tehdy menší část obce a ves Bartovice koupil od Bohuslava Sedlnického Jan Skrbenský z Hříště a na Šenově. Šenovskou část Radvanic spolu s Bartovicemi a nově založenou osadou Lipinou pak zdědil jeho syn Jan Jaroslav Skrbenský. Všechny pozemky sloučil v samostatné panství se sídlem na zámku v Bartovicích. V Radvanicích nově zřídil dvůr. Toto panství bylo prodáno v roce 1738 a opět připojeno k šenovskému. Skrbenští následně rozdělili své panství na šenovské a kunčické; díl Radvanic s Lipinou připadl Kunčicím.
Část Radvanic a Lipina se zhruba ve dvacátých letech 19. století osamostatnily a vytvořily samostatné panství. To vystřídalo několik majitelů, až bylo v roce 1850 rozděleno Terezií Kneisselovou na dva díly. První prodala Josefu a Karolíně Neumannovým, druhý hrabatům Wilczkovým (Vlčkovým) z Polské Ostravy. Podle nového zákona o obecním zřízení z roku 1849 došlo ke spojení Radvanic a osad Podlesí, Lipina a Krivec v jednu obec s názvem Radvanice.
Uhlí bylo na katastru obce nalezeno v roce 1896. Komerční těžba uhlí však začala až v roce 1912, kdy byla dokončena jáma Ludvík. Jejím majitelem byla od roku 1916 Báňská a hutní společnost, která ji koupila od Ostravsko-karvinské báňské společnosti.
Dobře se v obci dařilo také lihovarnickému a pivovarnickému průmyslu. Místní pivovar byl založen v roce 1858 Neumannovými. V době hospodářské krize však musel být roku 1937 prodán. V roce 1863 založil Leopold Neumann rafinérii lihu, která posléze vyráběla také ocet a likéry. Té se, na rozdíl od pivovaru, dařilo i v době hospodářské krize.
Příliv nových obyvatel pracujících v dolech a průmyslových závodech v okolí si vyžádal stavbu hornických kolonií. Proto se v létech 1850–1870 vybudovala Stará hornická kolonie, v roce 1921 Nová kolonie (zvaná též Kamčatka), v letech 1882–1909 Pod kaplí (zvaná též Lipinská kolonie), v roce 1925 Nad kaplí (zvaná též Nová kolonie) a v letech 1900–1910 kolonie Trnkovec.
Děti z Radvanic a Lipiny chodily nejprve do školy v Polské Ostravě, ale od roku 1868 již měly vlastní obecní školu v Radvanicích. Lipina získala vlastní školu v roce 1907. Měšťanská škola byla zřízena v roce 1927.
Radvanice spadaly pod římskokatolickou polskoostravskou farnost až do roku 1906, kdy byla zřízena místní duchovní správa. Ta spravovala obecní hřbitov z roku 1898 i kostel Neposkvrněného početí Panny Marie z roku 1907. Evangelíci měli svůj hřbitov od roku 1901.
Radvanice jsou z historického hlediska zajímavé tím, že zde byla již 15. ledna 1920 ustanovena úplně první náboženská obec církve československé. Od 8. listopadu 1922 byly Radvanice rovněž sídlem ostravské diecéze, kterou vedl biskup Ferdinand Stibor, zdejší duchovní správce. Československá církev si v obci vybudovala v roce 1925 vlastní Husův sbor, do té doby používala místní římskokatolický kostel.
Silné zastoupení mělo i spiritistické hnutí. V roce 1914 byl založen spolek Bratrství, jehož členy byli slezští spiritisté. Spolek vydával od roku 1920 měsíčník Spiritistická revue a od roku 1938 Československou revui psychickou. Spiritisté vlastnili také moderní společenský dům s největším sálem v obci.
Do třetice je možné zmínit založení prvního slezského sdružení esperantistů v roce 1910, které v třicátých letech 20. století vydávalo vlastní časopis.
Od druhé poloviny 18. století měla obec v pečeti palmu, jejíž kmen vyrůstal ze tří kosých kořenů. Vedle kmene byla písmena RA, nad palmou se vznášela koruna a pečeť byla lemována dvěma palmovými větvemi.
Radvanice byly připojeny k Moravské Ostravě dne 1. července 1941.

## Osobnosti
- Felix Neumann (1860–1942) – český architekt
- Artur Radvanský (1921–2009) – český chemik, přeživší holokaustu